# Грузько-Зорянське
Гру́зько-Зоря́нське — селище Макіївської міської громади Донецького району Донецької області, Україна. Розташоване на річці Грузька за 28 км від Донецька. Відстань до Макіївки становить близько 16 км і проходить автошляхом місцевого значення.

## Історія
Початок майбутньому селищу дав хутір Грузький, заснований близько 1789 р. на лівому березі р. Грузька (ліва притока Кальміусу) при впадінні в неї балки Колесникової відставним осавулом Війська Донського Семеном Тимофійовичем Зарянським. Втім, офіційний дозвіл на заселення хутора осавул Зарянський отримав визначенням військового цивільного уряду лише 8 червня 1795 р. 

## Населення

### Мова
Розподіл населення за рідною мовою за даними перепису 2001 року:
| Мова       | Кількість | Відсоток |
| ---------- | --------- | -------- |
| російська  | 1181      | 78.89%   |
| українська | 312       | 20.84%   |
| білоруська | 3         | 0.20%    |
| румунська  | 1         | 0.07%    |
| Усього     | 1497      | 100%     |

За даними перепису 2001 року населення селища становило 1497 осіб, із них 20,84 % зазначили рідною мову українську, 78,89 % — російську, 0,2 % — білоруську та 0,07 % — молдовську мови.